# Wyoming Highway 36
Der Wyoming Highway 36 (kurz: WYO 36) ist eine 4,44 km lange State Route im US-Bundesstaat Wyoming, die in Nord-Süd-Richtung im Big Horn County verläuft. Die Straße ist auch als Golf Course Road bekannt.

## Streckenverlauf
Der Wyoming Highway 36 beginnt an der Kreuzung mit dem Wyoming Highway 30 in Basin, dem County Seat des Big Horn County. Die Straße verläuft von dort aus durch das Bighorn Basin nach Norden, führt vorbei am Midway Golf Club, und endet nach 4,44 km an den hier gebündelt verlaufenden Highways US16, US20 und WYO789.

## Belege
1. ↑  AARoads: Wyoming State Route Log: 1 through 99. Abgerufen am 3. Oktober 2021 (amerikanisches Englisch).